# Clique bilabial
Os cliques bilabiais constituem uma família de cliques consonantais que soam como um beijo. São encontrados como fonemas apenas na família linguística Tuu (que atualmente conta com duas línguas, sendo uma delas moribunda), na língua ǂ’Amkoe da Botsuana (também moribunda) e na língua cerimonial Damin da Austrália (extinta). Além disso, cliques bilabiais são encontrados paralinguisticamente como beijos em várias línguas, integrados em cumprimentos, como na língua Hadza da Tanzânia, e como alófonos de paradas lábio-velares em alguns idiomas do Oeste Africano.
No alfabeto fonético internacional (IPA), o símbolo que representa os cliques bilabiais é ⟨ʘ⟩. Esse pode ser combinado com diacríticos para indicar a maneira de articulação, mas isso é comumente omitido para cliques surdos.
Nas transcrições oficiais do IPA, a letra do clique é combinada com ⟨k ɡ ŋ q ɢ ɴ⟩ através de uma barra, sendo o <k> geralmente omitido. No entanto, muitos autores optam por usar versões sobrescritas das letras, sem a barra. Em ambos os casos, a letra é preferencialmente colocada em posição anterior ao clique, mas pode vir depois quando a soltura da oclusão uvular ou velar é audível. Uma terceira convenção usa diacríticos para indicar vozeamento, desvozeamento e nasalização do clique, sem distinguir, porém, cliques labiais de uvulares. Os cliques labiais são:
| Trans. I   | Trans. II | Trans. III | Descrição                         |
| (velares)  | (velares) | (velares)  | (velares)                         |
| ---------- | --------- | ---------- | --------------------------------- |
| ⟨k͜ʘ⟩       | ⟨ᵏʘ⟩      | ⟨ʘ⟩        | clique bilabial surdo             |
| ⟨k͜ʘʰ⟩      | ⟨ᵏʘʰ⟩     | ⟨ʘʰ⟩       | clique bilabial aspirado          |
| ⟨ɡ͜ʘ⟩       | ⟨ᶢʘ⟩      | ⟨ʘ̬⟩        | clique bilabial vozeado           |
| ⟨ŋ͜ʘ⟩       | ⟨ᵑʘ⟩      | ⟨ʘ̃⟩        | clique bilabial nasal             |
| ⟨ŋ͜ʘ̥ʰʰ⟩     | ⟨ᵑʘ̥ʰʰ⟩    | ⟨ʘ̥̃ʰʰ⟩      | clique bilabial nasal aspirado    |
| ⟨ŋ͜ʘˀ⟩      | ⟨ᵑʘˀ⟩     | ⟨ʘ̃ˀ⟩       | clique bilabial nasal glotalizado |
| (uvulares) |           |            |                                   |
| ⟨q͜ʘ⟩       | ⟨𐞥ʘ⟩      | -          | clique bilabial surdo             |
| ⟨q͜ʘʰ⟩      | ⟨𐞥ʘʰ⟩     | -          | clique bilabial aspirado          |
| ⟨ɢ͜ʘ⟩       | ⟨𐞒ʘ⟩      | -          | clique bilabial vozeado           |
| ⟨ɴ͜ʘ⟩       | ⟨ᶰʘ⟩      | -          | clique bilabial nasal             |
| ⟨ɴ͜ʘ̥ʰʰ⟩     | ⟨ᶰʘ̥ʰʰ⟩    | -          | clique bilabial nasal aspirado    |
| ⟨ɴ͜ʘˀ⟩      | ⟨ᶰʘˀ⟩     | -          | clique bilabial nasal glotalizado |

O Damin também possuía uma bilabial egressiva [ʘ↑], que poderia um clique egressivo (quando não bucal) e que seria sempre seguido da consoante [ɲ], [ŋ] ou [pj].

## Aspectos
Alguns aspectos dos cliques bilabiais são:
- A articulação primária pode ser vozeada, nasal, aspirada, glotalizada, etc.
- O local frontal de articulação é labial, sendo comum a articulação bilabial. A soltura é um som similar a uma consoante africada. Às vezes, essa pronúncia pode passar por um estágio labiodental enquanto o clique é solto, tornando-o mais barulhento. Em outros casos, o lábio inferior pode começar em contato com os dentes e o lábio superiores.
- Os cliques podem ser orais ou nasais, isto é, o fluxo de ar pode ser restrito à boca ou passar também pelo nariz.
- Como o som é produzido sem a passagem de ar sobre a língua, a dicotomia central-lateral não se aplica.

- O mecanismo de fluxo de ar é ingressivo lingual (também conhecido como ingressivo velar), o que significa que um pacote de ar preso entre duas oclusões torna-se rarefeito devido a uma sucção da língua, em vez de ser movido por ação da glote ou do diafragma. A soltura da oclusão anterior produz o som de clique. Cliques vozeados e nasais apresentam, simultaneamente, fluxos egressivos de ar pulmonar.
- Apesar de seus sons serem comumente comparados ao de beijos, ao contrário destes, os lábios não ficam franzidos. Em vez disso, os lábios são comprimidos, estando mais próximos do som [p] do que [w].

## Ocorrência
Os cliques bilabiais são encontrados como fonemas apenas na família linguística Tuu, na língua ǂ’Amkoe da Botsuana e na língua cerimonial Damin da Austrália.
- Exemplos:[1][3]

| Língua          | Palavra | IPA | Significado |
| --------------- | ------- | --- | ----------- |
| ǂ’Amkoe (ǂHoan) | ʘoa     | ʘoa | dois        |
| Damin           | m!i     | ʘ̃i  | vegetal     |
| Taa (!Xóõ)      | ʘàa     | ʘàa | criança     |
| N‖ng (N\|uu)    | ʘũu     | ʘũu | filho       |

## Origem
Cliques bilabiais podem ter surgido, historicamente, da labialização de articulações em outros posições. Starostin (2003) nota que as palavras ǂ’Amkoe para "um" e "dois" (/ʘ̃ũ/ and /ʘoa/, respectivamente) apresentam cliques labiais, ao passo que nenhuma outra língua Khoisan faz o mesmo. Starostin (2007) e Sands (2013) reconstroem uma série de cliques labializados no Proto-Kx'a, que teriam se tornado cliques labiais no ǂ’Amkoe. No Hadza, a palavra para "beijo", /ǀ̃ua/ pode tornar-se /ǀ̃ʷa/ ou /ʘ̃ʷa/ em saudações, em um processo onomatopaico.